# Ibicaré
Ibicaré este un oraș în Santa Catarina (SC), Brazilia.